# コミック・ブック・リソーシズ
2016年8月までコミック・ブック・リソーシズ（Comic Book Resources）の名前で知られていたCBRは、コミック・ブックに関連するニュースや議論を取り上げているウェブサイト。

## 受賞
- イーグル賞（英語版）[1]
- アイズナー賞[2]